# Kristijan II. Danski
Kristijan II., vladar skandinavske Kalmarske unije, * 1. julij 1481, grad Nyborg, Danska, † 25. januar 1559, grad Kalundborg (kot zapornik), Danska.
Od leta 1513 do 1523 je vladal kot kralj Danske in Norveške in leta 1520 in 1521 kot kralj Švedske. Od leta 1513 do 1523 je skupaj s stricem Friderikom vladal tudi kot vojvoda Schleswiga in Holsteina.
Bil je najstarejši sin kralja Ivana Danskega iz rodbine Oldenburg. Danska je bila volilna monarhija, v kateri je novega kralja volilo plemstvo med sinovi ali najbližjimi sorodniki prejšnjega in vladalo skupaj z njim. S plemstvom je prišel v spor, ko je bil prisiljen podpisati listino, ki je bolj kot prejšnje omejevala kraljeva pooblastila in je bila pogoj za njegovo izvolitev. Z državnimi reformami je kasneje poskušal obiti omejitve iz omenjene listine.
V zunanji politiki je poskušal ohraniti Kalmarsko unijo skandinavskih držav in se zato zapletel v vojno s Švedsko, ki je trajala od leta 1518 do 1523. Med vojno je leta 1520 osvojil Švedsko in v stockholmskem krvavem plesu pobil vodilno švedsko plemstvo. Na Švedskem je zato dobil vzdevek Kristijan Tiran. Po kratkem vladanju je bil v uporu, ki ga je vodil kasnejši kralj Gustav Vasa, odstavljen. 
Njegove težave so začele rasti, ko je poskušal omejiti vpliv drugih trgujočih držav na Danskem. Leta 1523 ga je njegov stric odstavil in sam zavladal kot Friderik I.
Po odstavitvi je bil izgnan na Nizozemsko, kjer je vladal njegov svak, sveti cesar Karel V. Habsburški. Po poskusu leta 1531, da bi ponovno prišel na danski prestol, so ga aretirali in zaprli, najprej v grad Sønderborg in nato v grad Kalundborg. V ujetništvu so z njim lepo ravnali. Ko se je nekoliko postaral, je dobil še nekaj več svobode. Umrl je pri 77 letih in preživel svojega strica Ivana in nečaka Kristijana III. Njegovi pristaši so ga poskušali ponovno ustoličiti, vendar so bili leta 1536 odločilno poraženi. 
Bil je inteligenten toda neodločen vladar, ki se na primer ni mogel odločiti med protestantizmom in katolištvom. Leta 1515 se je poročil z Izabelo Avstrijsko, vnukinjo svetega rimskega cesarja Maksimiljana I. Bolj kot zakon je znana njegova zveza z Dyveke Sigbritsdatter, preprosto gospo nizozemskega porekla, ki je postala njegova priležnica pred poroko z Izabelo. Njena mati je postala njegova najbližja svetovalka. Ko je Dyveke leta 1517 nenadoma umrla, je Kristijan obtožil plemiča Torbena Oxeja, da jo je zastrupil, in ga na dvomljivih dokazih usmrtil. 
Dyvekina mati je odšla s Kristijanom v izgnanstvo, potem pa so Izabelini sorodniki Kristijana prisilili, da je prijateljstvo prekinil. Kristijanovo ženo so povabili, naj se iz izgnanstva vrne na Dansko, vendar je vabilo odklonila in leta 1526 umrla. Njena družina je Kristijanu odvzela večino njunih otrok. Kristijan je poskušal doseči, da bi njegovega sina Ivana priznali za njegovega naslednika na danskem prestolu. Njegovo prošnjo so zavrnili, Ivan pa je leto kasneje umrl. Kristijanovi hčerki Doroteja in Kristina sta edini preživeli otroštvo. Tudi oni sta v svojem imenu in imenu svojih otrok zahtevali danski prestol, vendar nista uspeli.

## Mladost
Rojen je bil leta 1481 na gradu Nyborg kot sin kralja Ivana in njegove žene Kristine Saške.
Leta 1497 je sodeloval v očetovem osvajanju Švedske in leta 1501 v bojih z uporniki na Švedskem. Pet let kasneje je bil imenovan za podkralja Norveške in prevzel oblast v kraljestvu. Med vladanjem na Norveškem je poskušal norveško plemstvo prikrajšati za njihov tradicionalen vpliv preko Državnega sveta (Riksråd), kar je povzročalo spore.
Leta 1513 je nasledil očeta kot kralj Danske in Norveške. Nasledstvo je potrdila Skupščina plemičev (Herredag) vseh treh skandinavskih kraljestev, zbrana v Kopenhagenu leta 1513. Švedski delegat je na skupščini izjavil: "Na izbiro imamo mir doma in prepire tukaj in mir tukaj in prepire doma; izbrali smo prvo". Odločanje o nasledstvu Švedske je bilo zato preloženo. Kristijan se je med svojim vladanjem osredotočil na ohranjanju oblasti na Švedskem in poskušal v svojih rokah zbrati vso oblast na račun plemstva in duhovščine. Da bi to dosegel, je podpiral razvoj meščanstva.

## Zasebno življenje
Posebnost, ki je bila zanj usodnejša kot katera koli druga, je bila njegova naklonjenost do navadnih ljudi, ki jo je okrepila njegova strast do Dyveke Sigbritsdatter, simpatičnega norveškega dekleta nizozemskega porekla. Dyveke bila v letih 1507-1509 njegova ljubica. 
12. avgusta 1515 se je poročil z Izabelo Avstrijsko, vnukinjo svetega rimskega cesarja Maksimilijana I. Habsburškega, svoje zveze z Dyveke pa ni prekinil. Resne zaplete s cesarjem Karlom V. je preprečila njena smrt v sumljivih okoliščinah leta 1517. Kristijan je bil prepričan, da je bil za njeno smrt kriv mogotec Torben Oxe. Parlament je Oxeja oprostil obtožbe za umor, kralj pa ga je klub temu ukazal usmrtiti. Usmrčen je bil konec leta 1517 na pokopališču bolnišnice sv. Klare. Zaradi ostrega nasprotovanja plemstva je kralj odtlej izkoristil vsako priložnost za zatiranje plemstva in krepitve vpliva meščanstva.
Krajev glavni svetovalec je bila Dyvekina mati Sigbrit Willoms, ki se je odlikovala na upravnem in trgovinskem področju. Kristijan jo je najprej imenoval za nadzornico plačevanja taks za plovbo skozi preliv Øresund, potem pa ji je prepustil vse državne finance. Sigbritova se je kot meščanka stalno prizadevala povečati vpliv srednjih slojev prebivalstva. Kmalu je ustanovila svet, sestavljen iz predstavnikov srednjega razreda, ki je začel tekmovati s samim Državnim zborom (Rigsraadet). Plemstvo je kralju seveda zamerilo vsak njegov nepriljubljen ukrep in ga pripisalo vplivu "zlobne nizozemske čarovnice, ki je očarala kralja". Mogens Gøye, vodilni mož Državnega zbora, je kralja kljub temu podpiral, dokler je bilo mogoče.

## Ponovna osvojitev Švedske
Kristijan se je medtem pripravljal na neizbežno vojno s Švedsko, kjer je domoljubna stranka na čelu regentom Stenom Sturejem mlajšim soočala s prodansko stranko na čelu z nadškofom Gustavom Trollejem. Kristijan, ki je že izvedel ukrepe za politično izolacijo Švedske, je pohitel na Švedsko reševat nadškofa, obleganega v njegovi trdnjavi Stäket. Sture je pri s svojo vojsko kmečkih nabornikov pri Vedili porazil dansko in prisilil kralja na vrnitev na Dansko. Drugi poskus osvojitve Švedske se je končal z danskim porazom v bitki pri Brännkyrki.
Tretji poskus, v katerem je danski kralj leta 1520 napadel Švedsko z veliko vojsko francoskih, nemških in škotskih najemnikov, je bil uspešen. Sture je bil v bitki pri Bogesundu 19. januarja smrtno ranjen in danska vojska je brez odpora prodirala proti Uppsali, kjer se je že zbral švedski Državni svet. Svetniki so sklenili, da se poklonijo danskemu kralju pod pogojem, da bo amnestiral vse pretekle dogodke in zagotovil, da bo na Švedskem vladal po švedskih zakonih in običajih. Zahteve sta 31. marca potrdila kralj in danski Državni svet.
Sturejeva vdova Kristina Gyllenstierna se je še vedno pogumno upirala v Stockholmu. Kmetje iz osrednje Švedske, spodbujeni z njenim domoljubjem, so prijeli za orožje in 19. marca v bitki pri Balundsåsu porazili Dance. V krvavi bitki pri Uppsali na Veliki petek 6. aprila 1520 so sami doživeli dokončen poraz. Maja je na Švedsko priplulo dansko ladjevje in s kopnega in morja napadlo Stockholm. Gyllenstierna se je hrabro upirala še štiri mesece in se 7. septembra po razglasitvi absolutne amnestije vdala. 1. novembra so predstavniki švedskega naroda prisegli zvestobo Kristijanu kot dednemu švedskemu kralju, čeprav je zakonodaja predpisovala, da je Švedska volilna monarhija.

## Stockholmski krvavi ples
4. novembra 1520 je škof Trolle, voditelj Danski naklonjene stranke, v stockholmski stolnici Kristijana mazilil. Kristijan je zatem prisegel, da bo na Švedskem vladal samo preko na Švedskem rojenih Švedov po domači zakonodaji. Začela se je tri dni trajajoča zabava, ki se je 7. novembra spremenila v nekaj povsem drugega. Kralj je zvečer tistega dne sklical svoje poveljnike na zasebno konferenco v svoji palači. Kmalu zatem so v veliko dvorano vdrli danski vojaki in s seboj odpeljali nekaj skrbno izbranih gostov. Do 22. ure so aretirali še preostale kraljeve goste s seznama, ki ga je sestavil nadškof Trolle. Naslednji dan se je zbral sodni senat pod Trollejevim predsedstvom. ki je sodil po kanonskem pravu, in vse aretirane enoglasno obsodil na smrt zaradi herezije. Ob 12. uri so na glavni trg odpeljali škofa Skare in Strängnäsa in ju obglavili. Njima je sledilo štirinajst plemičev, trije župani in štirinajst stockholmskih mestnih svetnikov. Usmrtitve so se nadaljevale še cel naslednji dan. Po izjavi glavnega rablja je bilo usmrčenih 82 ljudi.
Kristijan je razen tega ukazal, da se truplo Stena Stureja mlajšega in njegovega malega otroka izkoplje in sežge. Njegovo soprogo Kristino in mnogo drugih švedskih plemkinj so kot zapornice odpeljali na Dansko. Ko je bilo treba zločin upravičiti, je Kristijan švedskemu prebivalstvu pojasnil, da se je s tem izognil papeževemu interdiktu. Obglavljenje dveh škofov je papežu opravičeval z nedovoljenim divjanjem skupine njegovih vojakov.
Kristijan je zaradi krvavih dejanj v Stockholmu dobil vzdevek Kristijan Tiran.

## Poskusi reform
Kristijan je bil krvavim dogodkom navkljub večji humanist od večine njegovih razsvetljenih sodobnikov. Do danskega plemstva, s katerim je delil oblast, je bil skrajno nezaupljiv in iskal pomoč pri bogatem in praktičnem srednjem sloju Flandrije. Leta 1521 je nepričakovano odpotoval na Nizozemsko in tam ostal nekaj mesecev. Obiskal je večino velikih mest, vzel v službo veliko nizozemskih umetnikov in se osebno spoznal s Quentinom Matsysom in Albrechtom Dürerjem, ki je kasneje naslikal njegov portret. Z Erazmom Rotterdamskim je razpravljal o reformaciji in v sebi značilnem slogu izjavil: "Blagi ukrepi so nekoristni; najboljša in najbolj zanesljiva so pravna sredstva, ki dobro pretresejo celo telo".
Zgleda, da je bil na vrhuncu moči prav po vrnitvi na Dansko 5. septembra 1521. Prepričan v svojo moč je nemudoma nadaljeval uvajanje najbolj nepremišljenih reform. Kmalu po vrnitvi je izdal svoj Veliki zakonik (Landelove). Večina Zakonika je temeljila na nizozemskih zgledih in dokazovala kraljeve napredne cilje. Z novimi zakoni je bilo predvideno boljše izobraževanje nižje duhovščine, politični vpliv višje duhovščine pa je omejen. Uvedeni so bile tudi strogi ukrepi proti izkoriščevalcem in "hudobni in nekrščanski praksi postopanja s kmeti, kot da so divje zveri". Stari trgovski cehi so se obdržali, vendar s spremenjenimi pravili igre. Trgovanje velikih trgovcev na škodo malih trgovcev je bilo strogo prepovedano.

## Padec
Kristijanove reforme so bile bolj podobne dejanju monarha z božanskimi pooblastili kot dejanju izvoljenega kralja. Nekatere so bile celo v neposrednem nasprotju z ustanovno listino kraljestva, dajanje prednosti nizozemski zakonodaji pa je globoko ranilo skandinavski duh neodvisnosti. Vsem reformam se je odkrito zoperstavila tudi Švedska, Norveška in Danska pa sta bili ob tem do skrajne meje obremenjeni z davki, s katerimi se je financiralo zatiranje sestrske Švedske. Domačim težavam so se pridružile tudi zunanje. Namesto da bi Dansko osvobodil jarma Hanzeatske zveze in iz Kopenhagena naredil severno trgovsko metropolo, je samovoljno povišal takse za plovbo skozi Øresund in zasegel nekaj nizozemskih ladij, ki domnevno niso plačale taks. Zaseg je zaostril odnose z Nizozemsko, takse pa so sprožile odkrito vojno z Lübeckom in njegovimi zavezniki.
Nazadnje se je uprla še Jutlandija, mu odpovedala pokorščino in 20. januarja 1523 dansko krono ponudila Kristijanovemu stricu Frideriku Holsteinskemu. Izjemne težave so Kristijana prisilile, da je odplul v tujino iskat pomoč. 1. maja se je izkrcal v Veereju v Zelandiji. V letih izgnanstva je kralj z družino živel razmeroma skromno v mestu Lier v Brabantu in čakal na vojaško pomoč svojega nenaklonjenega svaka, cesarja Karla V. V tem času so na Danskem predvsem kmetje in meščani zaradi socialnih reform želeli njegovo vrnitev. Kristijan je v svoji stiski našel tolažbo v dopisovanju z Martinom Luthrom in za nekaj časa celo prestopil v luteransko veto. Po ženini smrti leta 1526 mu je njena družina vzela otroke, "da ne bi bili vzgojeni kot heretiki". Ko sta se leta 1530 tako Friderik I. kot Gustav Vasa pridružila reformaciji in postala luterana, se je Kristijan spreobrnil v katoliško vero in pobotal s svetim rimskim cesarjem. Po osmih letih izgnanstva se je Kristijan 24. oktobra 1531 poskušal vrniti na oblast v svojih kraljestvih. Poskus je preprečil vihar, ki je pred norveško obalo razpršil njegovo ladjevje. 1. julija 1532 se je po dogovoru v Oslu predal svojemu tekmecu, kralju Frideriku I., in v zameno dobil zaščitno pismo.

## Zadnja leta
Kralj Friderik se ni držal svoje obljube in je Kristijana za naslednjih 27 let zaprl najprej v grad Sønderborg in nato v Kalundborg. Zgodbe, da je bival v majhnih temnih sobah so izmišljene. Z njim so ravnali kot s plemičem, zlasti na stara leta. Dovolili so mu prirejanje zabav, lov in svobodno gibanje znotraj mesta Kalundborg.
Njegov nečak Kristijan III. Danski, sin Friderika I., je umrl na začetku leta 1559. Še takrat, ko se je stari kralj približal 80. letom, so se ljudje v Københavnu pozorno ozirali proti Kalundborgu. Kristijan II. je mirno umrl samo nekaj dni kasneje. Novi kralj, Friderik II. Danski, za zanj organiziral kraljevski pogreb v Odenseju ob njegovi ženi, sinu in starših.

## Zapuščina
Kristijan II. je eden od najbolj protislovnih danskih kraljev. Nanj se gleda kot na hipokritskega tirana in hkrati naprednega despota, ki je želel ustvariti absolutno monarhijo, temelječo na "svobodnih državljanih". Zanimanje zgodovinarjev so vzbudile njegove psihološke slabosti, zlasti njegova pogosta neodločnost, ki je z leti prevladovala nad njegovimi dejanji.  Omenjale so se teorije o manični depresivnosti, ki jih je seveda težko dokazati. Pokvarila ga je morda oblast, zaradi katere je izgubil moralna merila, da bi vladal celovito. S svojim vladanjem je vsekakor pridobil preveč sovražnikov med plemstvom, dansko meščanstvo pa ni bilo dovolj močno, da bi ga podprlo. Nekaj njegovih ambicij se je izpolnilo z zmago absolutizma leta 1660.
Ali pa ga je oblast pokvarila in mu ni primoralo moralne mete, da bi lahko vladal celovito. Christian je očitno naredil preveč sovražnikov. Poleg tega danski srednji razred še vedno ni bil dovolj močan, da bi podpiral kraljeve moči. Nekaj njegovih ambicij pa se je izpolnilo z zmago absolutizma leta 1660.
Kraljevo življenje in kariera sta ustvarila veliko mitov. Eden on najbolj znanih je zgodba o neodločnem kralju, ki je februarja 1523 celo noč prečkal Mali Belt in se vračal, dokler ni nazadnje odnehal. Druga, ravno tako malo verjetna, pravi, da je nemirni kralj krožil okoli okrogle mize toliko časa, da je s konico prsta na mizi spraskal žlebič. Njegovo življenje je navdihovalo tudi številne sodobne pisatelje in pesnike. V romanu Kraljev padec (1900-1901) Johannesa Vilhelma Jensena je kralj prikazan skoraj kot simbol danskega "bolezenskega obotavljanja". 
Jean Sibelius je leta 1898 napisal priložnostno skladbo Kralj Kristijan II., izpeljano iz njegove suite.

## Družina
Kristijan II. je bil poročen z Izabelo (Elizabeto) Avstrijsko (1501–1526). Z njo je imel šest otrok, od katerih so odrasli samo trije.
- Ivan (1518-1532), naslednik na danskem, norveškem in švedskem prestolu
- Filip Ferdinand (1519-1520), dvojček
- Maksimiljan (1519-1519), dvojček
- Doroteja (1520-1580), poročena leta 1535 z volilnim palatinom Friderikom II., s katerim ni imela otrok
- Kristina (okoli 1522-okoli 1590), poročena leta 1533 s Francem II. Sforza, s katerim ni imela otrok; leta 1541 se je poročila s Francem I. Lorrainskim, s katerim je imela otroke
- mrtvorojeni sin (1523-1523)

Hčerki Doroteja in Kristina sta kot svojo dediščino veliko let zahtevali danski in norveški prestol, čeprav sta bili obe kraljestvi uradno volilni monarhiji. Kristijanovi potomci so se na danski in norveški prestol vrnili leta 1859 v osebi Švedskega kralja Karla XV. Njegova stara mati, princesa Avgusta Bavarska, je bila potomka Magdalene Bavarske, prapravnukinje Kristijana II. Danskega.

## Predniki
|  |                                            |  |  |  |  |  |  |  |  |  |  |  |  |  |  |  |
|  | 8. Dietrich, grof Oldenburški              |  |  |  |  |  |  |  |  |  |  |  |  |  |  |  |
|  |                                            |  |  |  |  |  |  |  |  |  |  |  |  |  |  |  |
|  |                                            |  |  |  |  |  |  |  |  |  |  |  |  |  |  |  |
|  | 4. Kristijan I. Danski                     |  |  |  |  |  |  |  |  |  |  |  |  |  |  |  |
|  |                                            |  |  |  |  |  |  |  |  |  |  |  |  |  |  |  |
|  |                                            |  |  |  |  |  |  |  |  |  |  |  |  |  |  |  |
|  | 9. Hedvika Schauenburška                   |  |  |  |  |  |  |  |  |  |  |  |  |  |  |  |
|  |                                            |  |  |  |  |  |  |  |  |  |  |  |  |  |  |  |
|  |                                            |  |  |  |  |  |  |  |  |  |  |  |  |  |  |  |
|  | 2. Ivan Danski                             |  |  |  |  |  |  |  |  |  |  |  |  |  |  |  |
|  |                                            |  |  |  |  |  |  |  |  |  |  |  |  |  |  |  |
|  |                                            |  |  |  |  |  |  |  |  |  |  |  |  |  |  |  |
|  | 10. Ivan, mejni grof Brandenburg-Kulmbacha |  |  |  |  |  |  |  |  |  |  |  |  |  |  |  |
|  |                                            |  |  |  |  |  |  |  |  |  |  |  |  |  |  |  |
|  |                                            |  |  |  |  |  |  |  |  |  |  |  |  |  |  |  |
|  | 5. Doroteja Brandenburška                  |  |  |  |  |  |  |  |  |  |  |  |  |  |  |  |
|  |                                            |  |  |  |  |  |  |  |  |  |  |  |  |  |  |  |
|  |                                            |  |  |  |  |  |  |  |  |  |  |  |  |  |  |  |
|  | 11. Barbara Saxe-Wittenberška              |  |  |  |  |  |  |  |  |  |  |  |  |  |  |  |
|  |                                            |  |  |  |  |  |  |  |  |  |  |  |  |  |  |  |
|  |                                            |  |  |  |  |  |  |  |  |  |  |  |  |  |  |  |
|  | 1. Kristijan II. Danski                    |  |  |  |  |  |  |  |  |  |  |  |  |  |  |  |
|  |                                            |  |  |  |  |  |  |  |  |  |  |  |  |  |  |  |
|  |                                            |  |  |  |  |  |  |  |  |  |  |  |  |  |  |  |
|  | 12. Friderik II., elektor Saške            |  |  |  |  |  |  |  |  |  |  |  |  |  |  |  |
|  |                                            |  |  |  |  |  |  |  |  |  |  |  |  |  |  |  |
|  |                                            |  |  |  |  |  |  |  |  |  |  |  |  |  |  |  |
|  | 6. Ernest, elektor Saške                   |  |  |  |  |  |  |  |  |  |  |  |  |  |  |  |
|  |                                            |  |  |  |  |  |  |  |  |  |  |  |  |  |  |  |
|  |                                            |  |  |  |  |  |  |  |  |  |  |  |  |  |  |  |
|  | 13. Margareta Avstrijska                   |  |  |  |  |  |  |  |  |  |  |  |  |  |  |  |
|  |                                            |  |  |  |  |  |  |  |  |  |  |  |  |  |  |  |
|  |                                            |  |  |  |  |  |  |  |  |  |  |  |  |  |  |  |
|  | 3. Kristina Saška                          |  |  |  |  |  |  |  |  |  |  |  |  |  |  |  |
|  |                                            |  |  |  |  |  |  |  |  |  |  |  |  |  |  |  |
|  |                                            |  |  |  |  |  |  |  |  |  |  |  |  |  |  |  |
|  | 14. Albert III., vojvoda Bavarske          |  |  |  |  |  |  |  |  |  |  |  |  |  |  |  |
|  |                                            |  |  |  |  |  |  |  |  |  |  |  |  |  |  |  |
|  |                                            |  |  |  |  |  |  |  |  |  |  |  |  |  |  |  |
|  | 7. Elizabeta Bavarska                      |  |  |  |  |  |  |  |  |  |  |  |  |  |  |  |
|  |                                            |  |  |  |  |  |  |  |  |  |  |  |  |  |  |  |
|  |                                            |  |  |  |  |  |  |  |  |  |  |  |  |  |  |  |
|  | 15. Ana Brunswick-Grubenhagen-Einbeška     |  |  |  |  |  |  |  |  |  |  |  |  |  |  |  |
|  |                                            |  |  |  |  |  |  |  |  |  |  |  |  |  |  |  |
|  |                                            |  |  |  |  |  |  |  |  |  |  |  |  |  |  |  |